# (25) Focea
(25) Focea és l'asteroide núm. 25 de la sèrie, descobert per l'astrònom francès Jean Chacornac (1823-1873) a Marsella el 6 d'abril del 1853; és de classe S, amb un diàmetre de 72 km. El nom prové de Focea, antiga ciutat grega de l'Àsia Menor.
Aquest asteroide dona origen al grup Phocaeas, amb les següents característiques: 
- 2,25 < a < 2,5
- e > 0,1
- 18 < i < 32.

Els integrants d'aquest grup estan situats a un distància mitjana d'unes 2,36 ua del Sol i amb una inclinació de prop de 23-25°. Han sigut separats del cinturó principal pels efectes gravitacionals dels grans planetes, especialment Júpiter, i conté una gran selecció de classes d'asteroides.